# Nederlandse kampioenschappen veldrijden 2015
De Nederlandse kampioenschappen veldrijden 2015 werden verreden op zaterdag 10 en zondag 11 januari 2015 in Veldhoven nabij recreatieplas Het Witven. Het parcours loopt deels over het strand van de plas en door de aangrenzende bosschages.

## Uitslagen

### Mannen elite
Lars van der Haar was titelverdediger bij de heren, nadat hij in de voorgaande twee jaar de titel had opgeëist. Er stonden 19 renners in de elite-klasse aan de start. Mathieu van der Poel, die het jaar ervoor bij de beloften de strijd won en voor het eerst bij de elite startte, won zijn eerste titel. Zijn broer David van der Poel werd tweede, voor de titelverdediger Van der Haar.
| Plaats                    | Naam                 | Tijd |
| ------------------------- | -------------------- | ---- |
| Nederlandse kampioenstrui | Mathieu van der Poel |      |
| Zilver                    | David van der Poel   |      |
| Brons                     | Lars van der Haar    |      |
| 4                         | Twan van den Brand   |      |
| 5                         | Niels Wubben         |      |
| 6                         | Patrick van Leeuwen  |      |
| 7                         | Corné van Kessel     |      |
| 8                         | Gert-Jan Bosman      |      |
| 9                         | Kobus Hereijgers     |      |
| 10                        | Hans Becking         |      |

### Vrouwen elite
Marianne Vos was de titelverdedigster waarbij zij de voorgaande vier jaren de titel had gewonnen. Vos won de strijd van 31 vrouwen voor Sophie de Boer en Sabrina Stultiens.
| Plaats                    | Naam                   | Tijd |
| ------------------------- | ---------------------- | ---- |
| Nederlandse kampioenstrui | Marianne Vos           |      |
| Zilver                    | Sophie de Boer         |      |
| Brons                     | Sabrina Stultiens      |      |
| 4                         | Sanne van Paassen      |      |
| 5                         | Lucinda Brand          |      |
| 6                         | Anna van der Breggen   |      |
| 7                         | Reza Hormes-Ravenstijn |      |
| 8                         | Esmee Oosterman        |      |
| 9                         | Bianca van den Hoek    |      |
| 10                        | Lizzy Witlox           |      |

### Mannen beloften
| Plaats                    | Naam                  | Tijd |
| ------------------------- | --------------------- | ---- |
| Nederlandse kampioenstrui | Stan Godrie           |      |
| Zilver                    | Joris Nieuwenhuis     |      |
| Brons                     | Sieben Wouters        |      |
| 4                         | Richard Jansen        |      |
| 5                         | Martijn Budding       |      |
| 6                         | Gosse van der Meer    |      |
| 7                         | Milan Vader           |      |
| 8                         | Jeroen Meijers        |      |
| 9                         | Bjorn van der Heijden |      |
| 10                        | Nicky Gieskens        |      |

### Jongens junioren
| Plaats                    | Naam                 | Tijd |
| ------------------------- | -------------------- | ---- |
| Nederlandse kampioenstrui | Max Gulickx          |      |
| Zilver                    | Roel van der Stegen  |      |
| Brons                     | Jens Dekker          |      |
| 4                         | Perry van den Bos    |      |
| 5                         | Wesley Floren        |      |
| 6                         | Maik van der Heijden |      |
| 7                         | Yannick Vrielink     |      |
| 8                         | Thijs Wolsink        |      |
| 9                         | Per Wiggers          |      |
| 10                        | Mitch Groot          |      |

### Meisjes junioren
| Plaats                    | Naam               | Tijd |
| ------------------------- | ------------------ | ---- |
| Nederlandse kampioenstrui | Fleur Nagengast    |      |
| Zilver                    | Floor Weerink      |      |
| Brons                     | Karlijn Swinkels   |      |
| 4                         | Maaike de Heij     |      |
| 5                         | Ester van der Burg |      |
| 6                         | Romy Berends       |      |
| 7                         | Delore Stougje     |      |
| 8                         | Claudie Peels      |      |
| 9                         | Sabine Hey         |      |
| 10                        | Anne Huinen        |      |

### Jongens nieuwelingen
| Plaats                    | Naam             | Tijd |
| ------------------------- | ---------------- | ---- |
| Nederlandse kampioenstrui | Thymen Arensman  |      |
| Zilver                    | Luca Vreeswijk   |      |
| Brons                     | Wim Wittenberg   |      |
| 4                         | Mees Hendrikx    |      |
| 5                         | Perry Frijters   |      |
| 6                         | Ryan Kamp        |      |
| 7                         | Bart Hazekamp    |      |
| 8                         | Tomas Kopecky    |      |
| 9                         | Stijn Kalvenhaar |      |
| 10                        | Niels Fontijne   |      |

### Meisjes nieuwelingen
| Plaats                    | Naam                | Tijd |
| ------------------------- | ------------------- | ---- |
| Nederlandse kampioenstrui | Manon Bakker        |      |
| Zilver                    | Julia Boschker      |      |
| Brons                     | Gaby Gieskens       |      |
| 4                         | Anne de Ruiter      |      |
| 5                         | Lorena Wiebes       |      |
| 6                         | Zoë Mulder          |      |
| 7                         | Susanne Meistrok    |      |
| 8                         | Lorena Peterman     |      |
| 9                         | Amber van der Hulst |      |
| 10                        | Eva Bijwaard        |      |

Kampioenschappen:  Wereldkampioenschappen · 
 Europese kampioenschappen · 
 Belgische kampioenschappen · 
 Nederlandse kampioenschappen
Klassementen:  Wereldbeker · 
 Superprestige · 
 Bpost bank trofee · 
 EKZ CrossTour · 
 TOI TOI Cup ·
 Coupe de France ·
 National Trophy Series ·
 Giro d'Italia Ciclocross
Overig:  Soudal Classics
1963 · 
1964 · 
1965 · 
1966 · 
1967 · 
1968 · 
1969 · 
1970 · 
1971 · 
1972 · 
1973 · 
1974 · 
1975 · 
1976 · 
1977 · 
1978 · 
1979 · 
1980 · 
1981 · 
1982 · 
1983 · 
1984 · 
1985 · 
1986 · 
1987 · 
1988 · 
1989 · 
1990 · 
1991 · 
1992 · 
1993 · 
1994 · 
1995 · 
1996 · 
1997 · 
1998 · 
1999 · 
2000 · 
2001 · 
2002 · 
2003 · 
2004 · 
2005 · 
2006 · 
2007 · 
2008 · 
2009 · 
2010 ·
2011 ·
2012 ·
2013 ·
2014 ·
2015 ·
2016 ·
2017 ·
2018 ·
2019 ·
2020 ·
2021 ·
2022 ·
2023 · 2024 · 2025